# 藤田俊訓
藤田 俊訓（ふじた しゅんくん、1898年2月8日 - 1975年2月25日）は、日本の僧侶（曹洞宗）、大学経営者。佐賀県杵島郡大町町出身。
賢崇寺第29代住職、駒沢女子学園学監、駒澤大学学監などを歴任。「駒大中興の祖」と呼ばれる。

## 来歴
佐賀県神埼郡城田村の光円寺住職の父・亮雄と母センの長男として生まれる。1925年、曹洞宗大学（今の駒澤大学）卒業。大学在学中、学内誌「第一義」の編集に携わる（1922年から卒業迄）。1923年、夏休みを早めに切り上げて上京したため、関東大震災に遇う。広川弘禅や安藤文雄らと共に曹洞宗大学の単科大学昇格運動に積極的に関わった。
苦学して大学卒業後、曹洞宗総務院に務めるが程なく帰郷し宗侶として活動。1932年、山口県の多々良学園学監となる。
東京都港区元麻布の賢崇寺住職としては、二・二六事件でクーデターに参加し後に処刑された「二十二士」の埋葬許可を得るため、栗原安秀の父・栗原勇と共に関係各所を奔走し、合同慰霊祭の開催にこぎつけたことで知られる。この縁から、現在も二十二士の墓碑は賢崇寺に置かれている。
戦時中は当時の宗立世田谷中学校（現在の世田谷学園中学校・高等学校）教頭も兼任していた。駒沢女子学園学監、曹洞宗総務庁庶務部長、同社会部長、同審事院審事を歴任。
1958年3月、駒澤大学学監（現在の副学長）に就任し、亡くなるまで務めた。学監就任は、当時の衛藤即応総長の強い要請を受けてであり、旧制の学位授与問題と渋谷校地の処分が懸案となっていた。
在任中は北海道進出に尽力し、駒澤大学附属苫小牧高等学校と駒澤大学附属岩見沢高等学校の2校を開校したほか、駒沢大学駅の開設にも深く関わった。駅の開設が決まった際には「百年先までの広告料を考えれば駒澤大学の宣伝価値は計り知れない」とも語った。
当時、駒澤大は単なる仏教の大学で僧侶になる者だけしか入学できぬと思っている人が殆どであることが判り、宣伝不足であることから、野球や柔剣道、空手道等を強くし、クラブ活動を盛んにした。駒澤大学硬式野球部には、太田誠を招聘したほか、森繁和などの選手の発掘に関わる。学監として10余年で二千数百名にすぎなかった学生数を二万五千人まで発展させた。さらに、大学の建物（校舎等）だけでなく、父兄会（現：教育後援会）、駒澤会、同窓会、奨学金制度等、現在の主要な制度の基礎を作った。
1975年2月5日、駒澤大学より名誉文学博士を授与される（総長:榑林皓堂）。これは、1962年の正力松太郎以来2人目となる。
同年2月25日、横浜市立大学附属病院において死去、78歳。